# Sante (fiume)
Il Sante è un fiume dell'America settentrionale che scorre per 14 km nella Penisola superiore degli Stati Uniti d'America.
Il corso del fiume ricade interamente nel Michigan e nella contea di Houghton. Dopo aver ricevuto le acque del torrente Thirteenmile, il Sante confluisce nell'Otter, le cui acque confluiscono infine, tramite diversi passaggi, nel Lago Superiore. Tra gli abitati di Toivola e Tapiola il Sante genera le cascate Paul's.